# Long Vĩnh, Vĩnh Long
Long Vĩnh là một xã thuộc tỉnh Vĩnh Long, Việt Nam. Đây là một trong 4 xã không thực hiện sắp xếp sau sáp nhập xã của tỉnh Vĩnh Long năm 2025.

## Địa lý
Xã Long Vĩnh nằm ở phía tây nam của huyện Duyên Hải, có vị trí địa lý:
- Phía đông giáp xã Long Thành và Đông Hải, Vĩnh Long.
- Phía tây và phía nam giáp Biển Đông
- Phía bắc giáp xã Đại An và Đôn Châu.

Xã Long Vĩnh có diện tích 96,37 km², dân số năm 2025 là 16.344 người, mật độ dân số đạt 169 người/km².

## Hành chính
Xã Long Vĩnh được chia thành 10 ấp: Cái Cỏ, Cái Cối, Giồng Bàng, Kinh Đào, La Ghi, Thốt Nốt, Vàm Gạch Cỏ, Vũng Tàu, Xẻo Bộng, Xóm Chùa.

## Lịch sử
Sau năm 1981, Long Vĩnh là một xã thuộc huyện Duyên Hải.
Ngày 27 tháng 3 năm 1985, Hội đồng Chính phủ ban hành Quyết định 86-HĐBT về việc thành lập xã Đông Hải trên cơ sở điều chỉnh các ấp Hồ Tàu, Rạch Cái Cỏ, Phước Thiện và Vĩnh Lợi thuộc xã Long Vĩnh.
Sau khi điều chỉnh địa giới, xã Long Vĩnh còn 8 ấp: Xẻo Bông, Kinh Đào, Cái Cối, Thốt Lốt, Vũng Tàu, Xóm Chùa, Cái Cỏ, La Ghi.